# Tridenchthonius mexicanus
Tridenchthonius mexicanus är en spindeldjursart som beskrevs av Chamberlin och R.V. Chamberlin 1945. Tridenchthonius mexicanus ingår i släktet Tridenchthonius och familjen Tridenchthoniidae. Inga underarter finns listade i Catalogue of Life.